# Karl Schnabl
Karl Schnabl född 8 mars 1954 i Achomitz i Villach-Land i Kärnten, är en österrikisk tidigare backhoppare som representerade tvåspråkiga skidföreningen (tyska/slovenska) Sportverein Achomitz/Športno društvo Zahomec.

## Karriär
Karl Schnabl upptäcktes som backhoppartalent av dåvarande tränaren i Österreichischer Skiverband (ÖSV) Baldur Preiml och hämtades 1970 till skidgymnasiet i Stams i Tyrolen där Preiml var lärare och tränare. Tillsammans med bland andra Anton "Toni" Innauer, Alois Lipburger, Willi Pürstl och Reinhold Bachler blev Karl Schnabl en del av ett österrikiskt Dream Team i backhoppning. Schnabl dominerade internationell backhoppning säsongerna 1974/1975 och 1975/1976.
Efter goda framgångar i hoppbacken med bland annat tredjeplats sammanlagt i tysk-österrikiska backhopparveckan 1974/1975 (delsegrar i Garmisch-Partenkirchen, Innsbruck och Bischofshofen), en andraplats sammanlagt i backhopparveckan 1975/1976 och en tredjeplats i VM i skidflygning 1975 på hemmaplan i Kulm i Bad Mitterndorf, var Karl Schnabl en av de hetaste favoriterna i de kommande olympiska vinterspelen.
Under OS 1976 i Innsbruck startade backhoppningstävlingarna i Toni-Seelos-Schanze i Seefeld i Tyrolen. Efter första omgången såg tävlingen ut till att bli en uppgörelse mellan Östtyskland och Österrike. Hans-Georg Aschenbach och Jochen Danneberg från DDR låg före hemmafavoriten Karl Schnabl efter första omgången. Samtidigt låg DDR-hopparna Bernd Eckstein och Henry Glass som nummer 6 och 7. Österrike hade sina fyra tävlande bland de 12 bästa. Efter andra omgången blev det inga stora förändringar. Karl Schnabl tog bronset efter östtyska duon.
Österrikiska publiken hoppades på revansch i stora Bergiselbacken i Innsbruck efter den östtyska dubbelsegern i normalbacken. Igen blev det en uppgörelse mellan världens två ledande backhoppningsnationer. Toni Innauer hade OS-tävlingens längsta hopp i första omgången, 102,5 meter, och låg 7,7 poäng före Jochen Danneberg från DDR efter en genomkörning. Karl Schnabl låg på tredjeplats och Reinhold Backler låg på 4:e plats. Österrike och DDR hade alla sina hoppare bland de 10 bästa innan andra omgången startade. DDR-hopparen Henry Glass lyckades med ett långt och stilmässigt bra hopp, men Innauer höll undan. Karl Schnabl kunde säkra en österrikisk dubbel och hoppade lika långt och snyggt som Henry Glass. Schnabl vann guldet 1,9 poäng före landsmannen Toni Innauer och 13,1 poäng före Henry Glass.
Karl Schnabl deltog i Skid-VM 1978 i Lahtis. Han blev nummer 4 i normalbacken, 0,6 poäng från sista pallplatsen. Sedan skadade han sig och deltog inte i stora backen eller den inofficiella lagtävlingen. Han avslutade sin backhoppningskarriär efter VM.

## Senare karriär
Karl Schnabl studerade medicin efter avslutad idrottskarriär. Han är specialist inom idrottsmedicin och är verksam vid Sportmedizinische Institut i Kärnten. Han är läkare för österrikiska landslaget i backhoppning och håller på det viset fortfarande kontakten med backhoppningssporten.

## Utmärkelser
- 1996: Karl Schnabl mottog Ehrenzeichen für Verdienste um die Republik Österreich i guld.